# بیابان چی‌واوا
بیابان چیواوا (به اسپانیایی: Desierto de Chihuahua) بیابانی است که در دو سوی مرز ایالات متحده و مکزیک واقع شده‌است. در ایالات متحده بیابان چیواوا، فلات‌ها و دره‌های جنوب شرق ایالات آریزونا، میانه و جنوب ایالت نیومکزیکو، و جنوب غربی تگزاس در باختر رود پکوس را در بر می‌گیرد.
در مکزیک بیابان چیواوا منطقهٔ خشک شمال ایالت چیواوا، بخش اعظم کوهولیا، بخش شمال شرقی دورانگو، منتهی‌الیه شمال زاکاتکاس، و قسمت‌های کوچکی از غرب نوئوو لئون را در بر می‌گیرد.
مساحت بیابان حدود ۴۵۳ هزار کیلومتر مربع است و با این حساب بزرگ‌ترین بیابان قارهٔ آمریکای شمالی به‌شمار می‌آید.